# Cantó d'Andrésy
El cantó d'Andrésy és un antic cantó francès del departament d'Yvelines, que estava situat al districte de Saint-Germain-en-Laye. Comptava amb 3 municipis i el cap era Andrésy.
Al 2015 va desaparèixer i el seu territori va passar a formar part del cantó de Conflans-Sainte-Honorine.

## Municipis
- Andrésy
- Chanteloup-les-Vignes
- Maurecourt

## Història
| Data d'elecció                           | Identitat      | Partit          | Qualitat |
| ---------------------------------------- | -------------- | --------------- | -------- |
| 1985-2001                                | Pierre Cardo   | UDF, després DL |          |
| 2001-2011                                | Hugues Ribault | DL, després UMP |          |
| 2011-                                    | Joël Tissier   | EELV            |          |
| les dades anteriors no són pas conegudes |                |                 |          |
|                                          |                |                 |          |